# SuS Lütgendortmund
SuS Lütgendortmund (offiziell: Spiel und Sport Lütgendortmund 06 e. V.) war ein Sportverein aus dem Dortmunder Stadtteil Lütgendortmund. Die erste Fußballmannschaft spielte ein Jahr in der höchsten westfälischen Amateurliga.

## Geschichte
Der Verein wurde im Jahre 1906 gegründet. In den 1920er und 1930er Jahren spielte SuS in der zweithöchsten Spielklasse und trug dort unter anderem Ligaspiele gegen Borussia Dortmund aus. Nach dem Ende des Zweiten Weltkrieges spielten die Lütgendortmunder zunächst in der Bezirksklasse und wurden dort 1947 Vizemeister hinter dem Hörder SC. Sechs Jahre später gelang der Aufstieg in die Landesliga, die seinerzeit höchste Amateurliga Westfalens.
Als Tabellenletzter musste SuS prompt wieder absteigen. Im Jahre 1957 ging es für die Mannschaft zurück in die Kreisklasse. Erst im Jahre 1960 gelang der Wiederaufstieg, dem 1962 der erneute Abstieg in die Kreisklasse folgte. 1963 ging es wieder rauf in die Bezirksklasse. Zehn Jahre später fusionierte SuS mit Germania Lütgendortmund und dem FC West Dortmund zur SG Lütgendortmund.